# NARITA花火大会in印旛沼
NARITA花火大会in印旛沼（ナリタはなびたいかいインいんばぬま）とは、千葉県成田市西部の印旛沼湖畔北部で開催されている花火大会である。
毎年10月中旬に開催されている。
2006年に成田市とその周辺の市町村合併記念として第1回が開催。翌2007年にも第2回が開催された。
第2回のイベント題名は「NARITA花火大会in印旛沼 2nd」、第14回のそれは「令和元年NARITA花火大会in印旛沼」であった。
2008年の開催は10月18日であった。2009年は10月17日に、2010年は10月16日に開催された。
2011年以降も毎年実施されている。2015年の開催で10回目を迎える。
2010年度のグッドデザイン賞も受賞した。

## 概要
約5,000発の花火が打ち上げられる。最大の見所は2尺玉が打ち上げられる場面で、花火大会の目玉となっている。2尺玉花火の直径は約60cmである。
打ち上げ時間は19時より20時30分である。模擬店出店は16時より21時までとなっている。
花火大会当日には成田市役所玄関前に花火大会で使用される花火のごく一部が公開されている（公開は第2回より）。

## 交通アクセス
JR東日本成田線成田駅および京成電鉄成田スカイアクセス成田湯川駅より会場までの臨時直通バス。

## 特記事項
NARITA花火大会in印旛沼2ndより、花火大会に関連した写真コンテストを開催する様になった。